# Campionati svedesi di sci alpino 1997
I Campionati svedesi di sci alpino 1997 si svolsero a Åre dal 19 al 22 marzo. Il programma incluse gare di discesa libera, supergigante, slalom gigante, slalom speciale e combinata, sia maschili sia femminili.
Trattandosi di competizioni valide anche ai fini del punteggio FIS, vi parteciparono anche sciatori di altre federazioni, senza che questo consentisse loro di concorrere al titolo nazionale svedese.

## Risultati

### Uomini

#### Discesa libera
| Pos. | Atleta                 | Nazione  | Tempo   |
| ---- | ---------------------- | -------- | ------- |
| 1    | Patrik Järbyn          | Svezia   | 1:01,63 |
| 2    | Lasse Paulsen          | Norvegia | 1:01,85 |
| 3    | Åne Sæter              | Norvegia | 1:01,96 |
| 4    | Magnus Oja             | Svezia   | 1:02,00 |
| 5    | Sondre Elvestad        | Norvegia | 1:02,39 |
| 6    | Kenneth Sivertsen      | Norvegia | 1:02,40 |
| 7    | Lars Birger Vik Hansen | Norvegia | 1:02,58 |
| 8    | Ville Bylin            | Svezia   | 1:02,61 |
| 9    | Knut Arne Furuseth     | Norvegia | 1:02,62 |
| 10   | Tobias Hellman         | Svezia   | 1:02,71 |

Data: 19 marzo

#### Supergigante
| Pos. | Atleta            | Nazione  | Tempo   |
| ---- | ----------------- | -------- | ------- |
| 1    | Lasse Paulsen     | Norvegia | 1:12,06 |
| 2    | Audun Grønvold    | Norvegia | 1:12,32 |
| 3    | Kenneth Sivertsen | Norvegia | 1:12,55 |
| 4    | Fredrik Nyberg    | Svezia   | 1:12,91 |
| 5    | Tobias Hellman    | Svezia   | 1:12,97 |
| 5    | Patrik Järbyn     | Svezia   | 1:12,97 |
| 7    | Jesper Brugge     | Svezia   | 1:12,99 |
| 8    | Magnus Oja        | Svezia   | 1:13,40 |
| 9    | Åne Sæter         | Norvegia | 1:13,44 |
| 10   | Markus Larsson    | Svezia   | 1:13,49 |

Data: 20 marzo

#### Slalom gigante
| Pos. | Atleta             | Nazione  | Tempo   |
| ---- | ------------------ | -------- | ------- |
| 1    | Fredrik Nyberg     | Svezia   | 2:09,35 |
| 2    | Johan Wallner      | Svezia   | 2:09,75 |
| 3    | Martin Hansson     | Svezia   | 2:09,93 |
| 4    | Markus Larsson     | Svezia   | 2:09,96 |
| 5    | Johan Brolenius    | Svezia   | 2:10,89 |
| 6    | Anders Andersson   | Svezia   | 2:11,01 |
| 7    | Bjarne Solbakken   | Norvegia | 2:11,20 |
| 8    | Arnt Georg Kolle   | Norvegia | 2:12,27 |
| 9    | Charlie Bergendahl | Svezia   | 2:12,34 |
| 10   | Tobias Hellman     | Svezia   | 2:12,44 |

Data: 21 marzo

#### Slalom speciale
| Pos. | Atleta           | Nazione  | Tempo   |
| ---- | ---------------- | -------- | ------- |
| 1    | Johan Wallner    | Svezia   | 1:41,48 |
| 2    | Martin Hansson   | Svezia   | 1:41,72 |
| 3    | Anders Andersson | Svezia   | 1:41,82 |
| 4    | Tobias Hellman   | Svezia   | 1:42,02 |
| 5    | Peter Lind       | Svezia   | 1:42,03 |
| 6    | Jesper Brugge    | Svezia   | 1:42,37 |
| 7    | Johan Brolenius  | Svezia   | 1:42,53 |
| 8    | Arnt Georg Kolle | Norvegia | 1:42,55 |
| 9    | Fredrik Nyberg   | Svezia   | 1:42,92 |
| 10   | Per Klintberg    | Svezia   | 1:43,38 |

Data: 22 marzo

#### Combinata
| Pos. | Atleta         | Nazione |
| ---- | -------------- | ------- |
| 1    | Tobias Hellman | Svezia  |
| 2    | ?              | ?       |
| 3    | ?              | ?       |

### Donne

#### Discesa libera
| Pos. | Atleta           | Nazione   | Tempo   |
| ---- | ---------------- | --------- | ------- |
| 1    | Linda Ydeskog    | Svezia    | 1:05,90 |
| 2    | Martina Fortkord | Svezia    | 1:06,22 |
| 3    | Stina Dahlgren   | Svezia    | 1:06,65 |
| 4    | Lina Johansson   | Svezia    | 1:07,24 |
| 5    | Hanna Orre       | Svezia    | 1:07,32 |
| 6    | Christine Hargin | Svezia    | 1:07,42 |
| 7    | Tonje Norheim    | Norvegia  | 1:07,45 |
| 8    | Ulrika Nordberg  | Svezia    | 1:07,50 |
| 9    | Janette Hargin   | Svezia    | 1:07,56 |
| 10   | Pia Käyhkö       | Finlandia | 1:07,71 |
| 10   | Yvonne Lunde     | Norvegia  | 1:07,71 |

Data: 19 marzo

#### Supergigante
| Pos. | Atleta            | Nazione  | Tempo   |
| ---- | ----------------- | -------- | ------- |
| 1    | Linda Ydeskog     | Svezia   | 1:15,73 |
| 2    | Tonje Norheim     | Norvegia | 1:16,78 |
| 3    | Janette Hargin    | Svezia   | 1:17,06 |
| 4    | Hanna Orre        | Svezia   | 1:18,06 |
| 5    | Anna Ottosson     | Svezia   | 1:18,31 |
| 6    | Stina Dahlgren    | Svezia   | 1:18,34 |
| 6    | Lina Johansson    | Svezia   | 1:18,34 |
| 8    | Mona Een          | Norvegia | 1:18,45 |
| 9    | Christina Månsson | Svezia   | 1:18,52 |
| 10   | Yvonne Lunde      | Norvegia | 1:18,59 |

Data: 20 marzo

#### Slalom gigante
| Pos. | Atleta           | Nazione | Tempo   |
| ---- | ---------------- | ------- | ------- |
| 1    | Pernilla Wiberg  | Svezia  | 2:15,03 |
| 2    | Sandra Hälldahl  | Svezia  | 2:17,04 |
| 3    | Ylva Nowén       | Svezia  | 2:17,15 |
| 4    | Erika Hansson    | Svezia  | 2:18,96 |
| 5    | Linda Ydeskog    | Svezia  | 2:18,26 |
| 6    | Anna Ottosson    | Svezia  | 2:18,35 |
| 7    | Martina Fortkord | Svezia  | 2:18,37 |
| 8    | Linda Wikström   | Svezia  | 2:18,41 |
| 9    | Hanna Orre       | Svezia  | 2:20,11 |
| 10   | Anja Pärson      | Svezia  | 2:20,99 |

Data: 21 marzo

#### Slalom speciale
| Pos. | Atleta             | Nazione | Tempo   |
| ---- | ------------------ | ------- | ------- |
| 1    | Pernilla Wiberg    | Svezia  | 1:57,58 |
| 2    | Sandra Hälldahl    | Svezia  | 1:59,10 |
| 3    | Linda Ydeskog      | Svezia  | 1:59,37 |
| 4    | Ylva Nowén         | Svezia  | 2:00,10 |
| 5    | Anna Ottosson      | Svezia  | 2:00,62 |
| 6    | Erika Hansson      | Svezia  | 2:01,10 |
| 7    | Kristina Andersson | Svezia  | 2:01,61 |
| 8    | Janette Hargin     | Svezia  | 2:01,86 |
| 9    | Christina Månsson  | Svezia  | 2:01,92 |
| 10   | Linda Wikström     | Svezia  | 2:01,97 |

Data: 22 marzo

#### Combinata
| Pos. | Atleta        | Nazione |
| ---- | ------------- | ------- |
| 1    | Linda Ydeskog | Svezia  |
| 2    | ?             | ?       |
| 3    | ?             | ?       |